# María Emilia Casas
María Emilia Casas Baamonde (León, 30 de noviembre de 1950) es una jurista española. Fue la primera mujer Catedrática de Derecho del Trabajo y Seguridad Social del país. En 1998 ingresó en el Tribunal Constitucional siendo el miembro más joven ingresado en la historia de la institución. En 2004 fue la primera mujer en presidir el Tribunal Constitucional de España (2004-2010).

## Biografía
Oriunda de Monforte de Lemos donde su abuelo Roberto Baamonde Robles, político y comandante de caballería da nombre a una calle, nació en León donde su padre ejercía de registrador de la propiedad.
Estudió Derecho en la Universidad Complutense de Madrid donde se licenció con Premio Extraordinario de Licenciatura y se doctoró con la misma calificación Premio Extraordinario de doctorado siendo discípula del catedrático emérito de Derecho del Trabajado de la Complutense, Manuel Alonso Olea. También es licenciada en Filosofía y Letras.

### Trayectoria académica
Ha sido catedrática de Derecho del Trabajo y de la Seguridad Social en la Facultad de Derecho de la Universidad Complutense de Madrid, la primera mujer con esta cátedra en el país y miembro de la Comisión Gestora y vicerrectora de la Universidad Carlos III. 
En el ámbito académico, ha impartido clases en diversos programas de postgrado y cursos de especialización en distintas universidades españolas y extranjeras. Es miembro de la comisión gestora de la Universidad Carlos III de Madrid y ha sido también vicerrectora de Relaciones Internacionales e Institucionales de dicha universidad. 
Ha formado parte del Consejo del Instituto Internacional de Ciencias Políticas y del de Derechos Humanos Bartolomé de las Casas. Ha sido directora académica del Instituto Europeo de Relaciones Industriales de la Universidad Carlos III de Madrid.

### Experta en relaciones laborales
Las relaciones laborales han sido un elemento clave en su carrera profesional participando en diversos seminarios internacionales e impartiendo conferencias sobre el tema.
Además de ocupar la cátedra de Derecho del Trabajo y de la Seguridad Social en España impartió clases en el Master en Gestión de Riesgos Laborales de la Universidad de Salamanca.
En 1998, poco antes de convertirse en vocal del Tribunal Constitucional a petición del gobierno formó parte del grupo de expertos en normativa laboral encargados de elaborar la ley reguladora del trabajo a tiempo parcial estable.

### Trayectoria en el Tribunal Constitucional
El 16 de diciembre de 1998 fue elegida Magistrada del Tribunal Constitucional siendo el miembro más joven ingresado en la historia de la institución y en 2004 fue nombrada presidenta, convirtiéndose en la primera mujer en alcanzar la presidencia de la institución. Para su nombramiento obtuvo los votos de los Magistrados progresistas y de los votos de los conservadores Roberto García Calvo y Jorge Rodríguez-Zapata.
Estos posteriormente fueron recusados para el debate sobre la constitucionalidad de la reforma que el Partido Socialista, IU-ICV y CiU llevaron a cabo en la Ley Orgánica del Tribunal Constitucional, popularmente conocida como Enmienda Casas, que establecía la prórroga automática de la Presidencia del Tribunal mientras no se procediera a la renovación de los Magistrados cuyo mandato hubiera expirado, usurpando según los recursos presentados por el Partido Popular, al Pleno del Tribunal Constitucional el mandato establecido en el artículo 160 de la Constitución española, de elegir al presidente de dicho Tribunal cada tres años. Esta enmienda, recogida en el art. 16.3 de la Ley Orgánica del Tribunal Constitucional (LOTC) fue declarada conforme a la Constitución en la Sentencia del Tribunal Constitucional 47/2008, de 9 de abril.
En 2007 fue objeto de duras críticas y acusada de un delito de asesoramiento indebido. Una mujer contactó con Casas por teléfono, facilitado por una vecina, para preguntarle su opinión acerca de los conflictos con su exmarido y la recuperación de la custodia de su hija. Se trataba de la letrada María Dolores Martín Pozo que relató a la presidenta del TC que había pasado por un calvario judicial y que quería recuperar la custodia de su hija. Casas recibió documentación y mantuvo conversaciones telefónicas con esta, diciéndole que debía "provocar una actuación judicial para llegar al Constitucional en amparo" y que la llamase si efectivamente recurriera en amparo ante el Tribunal. Dicha mujer fue después detenida acusada de haber contratado a un sicario para matar a su exmarido. La trama se descubrió debido a la intervención telefónica, decretada por una juez, en el teléfono de la mujer. Casas fue acusada de un delito de asesoramiento indebido. En junio de 2008 la Sala de lo Penal del Tribunal Supremo archivó el caso.

#### Avances en derecho antidiscriminatorio e igualdad
Como Catedrática de Derecho del Trabajo, durante su Presidencia el Tribunal Constitucional consolidó la tutela antidiscriminatoria por razón de género en su múltiples vertientes y reforzó la protección de las trabajadoras embarazadas (STC 92/2008), a la vez que atribuyó dimensión constitucional a todas aquellas medidas tendentes a facilitar la conciliación de la vida laboral y familiar de los trabajadores (STC 3/2007). Igualmente, fijaron límites insuperables basados  en la dignidad de la persona y en el libre desarrollo de la personalidad, a la capacidad empresarial de controlar por el empresario del tiempo libre del trabajador  (STC 192/2003); o, en fin, ha contribuido a extender la tutela de los derechos de huelga y libertad sindical a los contextos de descentralización productiva (STC 75/2010).
Durante la Presidencia de Casas el TC avaló también la constitucionalidad de la Ley Integral contra la Violencia de Género reconociendo las características específicas de este fenómeno criminal, las necesidades de protección de la víctima y el mayor reproche social de las agresiones contra la esposa o pareja. En la aplicación del derecho antidiscriminatorio -destacó Inmaculada Montalbán presidenta del Observatorio Contra la Violencia de Género- siguió el camino marcado por los compromisos contraídos por España a nivel internacional y europeo.
El 19 de noviembre de 2019, el exvicepresidente del gobierno socialista, Alfonso Guerra, en una conferencia revelaba que el TC presidido por María Emilia Casas prevaricó declarando constitucional la Ley Integral contra la Violencia de Género que chocaba abiertamente con el Artículo 14 de la Constitución que establece la igualdad de todos los españoles ante la ley, por la enorme presión recibida de agentes externos.
Fue la encargada de redactar el séptimo y último borrador de la sentencia del Estatuto de Cataluña, tras no lograr los anteriores los apoyos suficientes en el Pleno del Tribunal.
Dejó la presidencia del Tribunal Constitucional y la institución el 31 de diciembre de 2010.
En 2014 se incorporó como asesora en el bufete de abogados Ejaso con la finalidad de asesorar en materia constitucional y en los departamentos de laboral y empleo en materia de negociación colectiva y relaciones laborales.

## Distinciones honoríficas
- Premio Pelayo para Juristas de Reconocido Prestigio (2006).[18]
- Premio Extraordinario de Honor por toda una trayectoria de dedicación y prestigio en el ámbito jurídico-laboral, otorgado por la Asociación Nacional de Abogados Laboralistas (2007).[17]
- Gran cruz de la Orden de San Raimundo de Peñafort (05/12/2013).[19]
- Gran cruz de la Orden de Carlos III (2011)
- Gallega del año (2011) por El Correo Gallego.[2]
- Doctora Honoris Causa de la Universidad de Las Palmas de Gran Canaria (07/11/2019).[20]
- Doctora Honoris Causa de la Universidad de Santiago de Compostela.[21]
- Doctora Honoris Causa de la Universidad de Málaga.
- Doctora Honoris Causa de la Universidad de Vigo.[22]

## Vida personal
Estuvo casada con el catedrático de Derecho Administrativo y consejero del Banco de España Jesús Leguina Villa (1942-2016), con el que tuvo cuatro hijos.
| Predecesor: Manuel Jiménez de Parga | Presidente del Tribunal Constitucional 2004-2011 | Sucesor: Pascual Sala |